# Carabisians
Els carabisians (en grec: Καραβισιάνοι, Karavisiani) eren les forces principals de la marina romana d'Orient des de mitjans del segle vii fins a principis del segle viii. El nom prové del grec karabos o karabis (κάραβος, καραβίς), que vol dir "vaixell", i literalment vol dir "persones dels vaixells; mariners". Els carabisians eren els primers establiments navals permanents establerts per l'Imperi Romà d'Orient per fer front a l'expansió de l'islam al mar. Van ser desmobilitzats i substituïts per un seguit de temes marítims en algun punt entre el 718 i el 730.

## Història i paper
Els carabisians van ser establerts en algun moment durant la segona meitat del segle vii en resposta a les conquestes musulmanes. Diversos acadèmics han suggerit que podrien haver estat una evolució del què quedava de l'antiga quaestura exercitus o de l'exèrcit de camp romà tardà d'Il·líria, però aquests suggeriments són meres hipòtesis. La data de l'establiment de la flota tampoc està clara; alguns acadèmics proposen que va ser establerta durant les dècades del 650 o el 660 per l'emperador Constant II (r. 641–668), després de la important derrota naval succeïda durant la batalla dels Pals el 655, mentre que d'altres opinen que es van crear després del Primer Setge de Constantinoble de 672–678, on els àrabs van avançar pel mar sense cap oposició aparent. La primera referència històrica dels carabisians es troba en el marc del setge de Tessalònica pels eslaus al voltant del 680 i, posteriorment, en una carta de l'emperador Justinià II (r. 685–695) al Papa Conó el 687.
En termes generals, es considera que els carabisians van ser la primera força naval mantinguda permanentment de l'Imperi Romà d'Orient. Abans d'aquest punt, el Mediterrani estava considerat com un "llac romà", limitat només a un número relativament petit de vaixells de guerra estacionats als ports principals i a les fronteres fluvials de l'Imperi per fer tasques de patrulla i transport. Les flotes més grans de l'Imperi Romà d'Orient es construïen només per realitzar expedicions específiques. Els carabisians van ser formats principalment seguint el mateix patró del tema de l'exèrcit terrestre: eren una força militar independent anomenada a partir dels seus soldats, i liderada per un estrateg (stratēgos tōn karabōn/tōn plōimatōn). Tot i que sovint se'ls esmenta com el «tema dels Carabisians», aquesta designació és errònia, ja que els carabisians es van mantenir purament com un comandament militar i no sembla que constituïssin cap tipus de divisió territorial, com és el cas dels temes terrestres. La base de l'estrateg no es coneix, havent-se proposat llocs tant llunyans com Rodes, Keos o Samos. Els carabisians també han estat interpretats com una flota provincial, designada per defensar la costa sud de l'Àsia Menor entre Milet i Selèucia, a la Cilícia, les illes de l'Egeu i les possessions imperials de la Grècia meridional, a més de servir conjuntament amb la flota imperial central a Constantinoble, o un comandament encarregat virtualment de tota la força efectiva de la flota romana, tant en les seves capacitats defensives com ofensives, des la mar Negra fins a l'Exarcat d'Àfrica.
Els carabisians van ser reforçats per l'emperador Justinià II, el qual va destinar milers de mardaïtes perquè servissin com a remers i mariners a les costes meridionals de l'Àsia Menor. Justinià també va crear un tem separat i una flota per la Grècia meridional, anomenat «Hèl·lade». Els carabisians van realitzar un paper protagonista en l'expedició fallida de la recuperació de Cartago el 697–698, i van liderar la revolta que va instal·lar l'almirall Apsimar (Tiberi III) al tron. La darrera menció de l'estrateg dels carabisians es troba el 710/711, i no és fins al 732 que el seu successor, l'stratēgos del Tema dels Cibirreotes, aparèix en una font. Això ha provocat que hi hagi dues corrents de pensament sobre la data i raó de la desmobilització dels carabisians. D'una banda, hi ha els qui pensen que va ser després del segon setge àrab de Constantinoble (717–718), al voltant del 719, tant com per la seva pobre actuació els anys previs o perquè havien participat en una revolta contra l'emperador Lleó III l'Isàuric (r. 717–741), mentre que d'altres defensen que això es va produir al voltant del 727, després d'un nou intent fracassat de revoltar-se contra l'emperador Lleó III.
Els carabisians van ser substituïts, principalment, pel recentment creat tema dels Cibirreotes, el primer tema naval (thema nautikon), que es trobava formalment subordinat al comandament d'un drungari i cobria la costa meridional de l'Àsia Menor. En altres províncies costaneres, diverses flotes més petites i esquadrons comandats per drungaris i altres oficials estaven encomanats amb la defensa local.